# بروس، میسیسیپی
بروس (به انگلیسی: Bruce) شهرکی در ایالت میسیسیپی کشور ایالات متحده آمریکا است که جمعیت آن در سرشماری سال ۲۰۱۰ میلادی، ۱٬۹۳۹
نفر بوده‌است.